# Polyacanthonotus merretti
Espèce
Polyacanthonotus merretti est une espèce de poissons téléostéens.